# بيرنارد توميتش
بيرنارد توميتش (بالإنجليزية: Bernard Tomic)‏ (ولد في 21 أكتوبر 1992، في غولد كوست، أستراليا). هو لاعب كرة مضرب أسترالي محترف.

## روابط خارجية
- بيرنارد توميتش على موقع رابطة محترفي التنس (الإنجليزية)
- بيرنارد توميتش على موقع الاتحاد الدولي لكرة المضرب (الإنجليزية)
- بيرنارد توميتش على موقع كأس ديفيز (الإنجليزية)
- بيرنارد توميتش على موقع اتحاد التنس الأسترالي (الإنجليزية)
- بيرنارد توميتش على موقع خلاصة التنس.كوم (الإنجليزية)
- بيرنارد توميتش على موقع إي إس بي إن.كوم (الإنجليزية)
- بيرنارد توميتش على موقع أوليمبيديا (الإنجليزية)
- بيرنارد توميتش على موقع اللجنة الأولمبية الأسترالية (الإنجليزية)
- بيرنارد توميتش على موقع AS.com (الإسبانية)